# International Baccalaureate Diploma Programme
International Baccalaureate (IB) Diploma Programme (DP) är en tvåårig gymnasieutbildning med internationell standard som erbjuds i sammanlagt 3 141 skolor och ger tillgång till universitet över hela världen. All undervisning sker på engelska, spanska eller franska. Alla elever som studerar på engelska men inte har engelska som modersmål får ett så kallat Bilingual Diploma (tvåspråkig examen) som ger behörighet i engelska som modersmål i Storbritannien när man söker till universitet. Utbildningsprogrammet administreras av stiftelsen International Baccalaureate, IB (franska: Baccalauréat international, BI), som har sitt säte i Genève, Schweiz.
I svenska gymnasieskolor som erbjuder International Baccalaureate Diploma Programme måste eleverna först gå ett år, dels för att förbereda eleverna på språket och undervisningen och dels för att gymnasieutbildningen enligt svensk skollagstiftning måste uppgå till minst tre år. Motsvarande gäller i finländska gymnasier, också om det i dem annars är tillåtet att ta examen på två år.
Programmet är uppbyggt av sex ämnen som väljer efter vissa regler. Vidare finns de flesta ämnen på två olika nivåer, Standard level eller Higher level. Minst tre ämnen måste väljas på Higher level. Därutöver läser alla de tre delarna i IB:s kärna: Theory of knowledge (ToK), Creativity, Activity, Service (CAS) samt Extended essay, programmets motsvarighet till de svenska gymnasieprogrammens gymnasiearbete.

## Ämnen
De sex ämnen väljs från de sex olika ämnesgrupperna (ett ämne från varje grupp): 
1. elevens modersmål,
2. annat språk,
3. samhällsvetenskapliga ämnen,
4. naturvetenskapliga ämnen,
5. matematik (fyra olika nivåer)
6. konstnärliga ämnen.

I den sjätte gruppen kan eleven i stället för ett konstnärligt ämne välja ytterligare ett ämne från antingen grupp 1, 2, 3 eller 4. Utbudet av ämnen i de olika grupperna varierar från skola till skola, där de större skolorna har ett bredare utbud. För elever som planerar att läsa till läkare, veterinär, tandläkare, optiker eller apotekare finns möjligheten att utesluta grupp 3 och läsa samtliga tre naturvetenskapliga ämnen.

## Extended Essay
The Extended Essay är en forskningsuppsats på maximalt 4 000 ord där eleven fördjupar sig inom ett ämne (vanligen i något av de ämnen som läses på Higher Level). Syftet är främst att eleverna ska träna sig på att skriva en akademisk uppsats. Extended Essay bedöms med betygsskalan A–E (där E är underkänt).

## Examination
Elevernas betyg bestäms till stor del av slutproven, vilka betygsätts av externa examinatorer. Muntliga examinationsformer, samt vissa uppsatser och arbeten, betygsätts internt av skolorna. Skolornas betygsättning kontrolleras dock av så kallade moderatorer. Varje ämne betygsätts på en skala från 1 till 7; maximalt kan man alltså i sina ämnen få 6 × 7 = 42 poäng. Därutöver kan man få 0–3 bonuspoäng genom att prestationerna i ToK och Extended Essay vägs samman. Den totala maximala poängen är alltså 45. Lägsta poäng för att klara examen är 24, varav minst treor måste ha erhållits i vart och ett av Higher Level-ämnena och det sammanlagda värdet av dessa tre får ej understiga 12. Man kan ha tvåor i samtliga Standard Level-ämnen, men summan får inte understiga 9. 
En annan förutsättning för att få International Baccalaureate Diploma är att eleven har skrivit en Extended Essay, en ToK Essay och fullföljt sitt CAS-program.

## Behörighet till högskolestudier i Sverige
Ett International Baccalaureate Diploma från en svensk gymnasieskola ger grundläggande behörighet till högskolestudier såväl i Sverige som utomlands. För närvarande konverteras International Baccalaureate Diploma-betygen till ett svenskt jämförelsetal: 43-45 poäng motsvarar ett jämförelsetal på 20,0 i det svenska betygssystemet. Meritpoäng ges. IBDP-elever söker i grupp 1 tillsammans med elever från de nationella programmen.

## Skolor i Sverige med International Baccalaureate Diploma Programme
- Aranäsgymnasiet, Kungsbacka
- Bladins International School, Malmö
- Carlforsska gymnasiet, Västerås
- Europaskolan Södermalm, Stockholm
- Hvitfeldtska gymnasiet, Göteborg
- Haganässkolan, Älmhult
- International School of the Stockholm Region, Stockholm
- International High School of the Gothenburg Region, Göteborg
- Internationella Engelska Gymnasiet vid Södermalm, Stockholm
- Internationella skolan, Helsingborg
- NTI Gymnasiet, Skövde
- Katedralskolan, Linköping
- Katedralskolan, Lund
- Katedralskolan, Uppsala
- Katedralskolan, Växjö
- Katedralskolan, Skara
- Malmö Borgarskola, Malmö
- Naturvetargymnasiet, Södertälje
- Per Brahegymnasiet, Jönköping
- Rudbecksskolan, Örebro
- Sannarpsgymnasiet, Halmstad
- Sigtunaskolan Humanistiska Läroverket, Sigtuna
- S:t Eskils Gymnasium, Eskilstuna
- Stockholm International School, Stockholm
- Sven Eriksonsgymnasiet, Borås
- Söderportgymnasiet, Kristianstad
- Torsbergsgymnasiet, Bollnäs
- Åva gymnasium, Stockholm
- Älvkullegymnasiet, Karlstad

### Kandidatskolor
- International School of Boden, Boden [1]

## Skolor i Finland med International Baccalaureate Diploma Programme
- Etelä-Tapiolan lukio, Esbo
- Helsingin Suomalainen Yhteiskoulu, Helsingfors
- Imatran yhteislukio (i samarbete med Lappeenrannan lyseon lukio)
- International School of Helsinki
- Joensuun lyseo
- Jyväskylän Lyseon lukio
- Kuopion lyseon lukio
- Lyseonpuiston lukio, Rovaniemi (i samarbete med Oulun lyseon lukio)
- Mattlidens gymnasium, Esbo (tvåspråkig)
- Oulun lyseon lukio
- Oulun kansainvälinen koulu
- Ressun lukio, Helsingfors
- Sotkamon lukio (i samarbete med Oulun lyseon lukio)
- Tampereen lyseon lukio, Tammerfors
- Tikkurilan lukio, Vanda
- Turun kansainvälinen koulu, Åbo
- Turun normaalikoulu (ingen undervisning i ämnen från grupp 6)
- Vasa Övningsskola (tvåspråkig)